# Catigbian
Catigbian è una municipalità di quarta classe delle Filippine, situata nella Provincia di Bohol, nella Regione del Visayas Centrale.
Catigbian è formata da 22 baranggay:
- Alegria
- Ambuan
- Baang
- Bagtic
- Bongbong
- Cambailan
- Candumayao
- Causwagan Norte
- Hagbuaya
- Haguilanan
- Kang-iras
- Libertad Sur
- Liboron
- Mahayag Norte
- Mahayag Sur
- Maitum
- Mantasida
- Poblacion
- Poblacion Weste
- Rizal
- Sinakayanan
- Triple Union